# Садовський Пров Михайлович (старший)
Садовський Пров Михайлович (справжнє прізвище Єрмілов; 1818—1872) — актор Малого театру, який вважався видатним виконавцем ролей у п'єсах Олександра Островського. Від нього походить відома театральна родина Садовських.
Народився 11 (23) жовтня у місті Лівни. Після смерті батька виховувався братами матері, акторами Григорієм і Дмитром Садовськими. Саме тоді актор змінив прізвище на Садовський. У підлітковому віці підробляв переписуванням ролей для артистів тульської трупи, а в 1832 році Садовський у віці 14 років був прийнятий в ту ж трупу.
Грав в театрах провінції (в театрах Калуги, Рязані, Воронежа, Казані). Михайло Щепкін бачив гру Садовського в Казанському театрі в трупі П. О. Соколова. У 1839 році Пров Михайлович дебютував в Малому театрі, куди потрапив на запрошення М. С. Щепкіна.
Прова Садовського сучасники називали представником високохудожнього реалізму. Одна поява Садовського на сцені викликала увагу глядацького залу. Перші ролі були зіграні в водевілях і комедіях, драмах і мелодрамах. Критики відзначали в Садовського одночасно риси кількох амплуа: коміка, простака, характерного актора. Пров Садовський не прагнув смішити глядача, тримався на сцені серйозно і досягав цим незвичайного комізму. Великий успіх приносили йому водевільні характерно-побутові ролі.

У 1850-ті роки Садовський грав в п'єсах І. С. Тургенєва, О. В. Сухово-Кобиліна, О. Ф. Писемського. Розквіт сатиричного таланту пов'язаний з виступами в новому російською реалістичному репертуарі, п'єсах М. В. Гоголя і О. М. Островського. Ролі в п'єсах Островського стали центральними у творчості Садовського.
Садовський відзначився і на літературній ниві. Всього можна перерахувати п'ять його творів: «Про французьку революцію», «Про Наполеона на острові Єлени», «Розповідь татарина», «Зустріч двох приятелів» і драма «Честь або смерть».